# Antonio Herrezuelo
Antonio Herrezuelo (* um 1513 in Toro (Spanien) bei Valladolid; † 21. Mai 1559 in Valladolid), auch Antonio de Herrezuela oder eingedeutscht Anton Herrezuelo genannt, war Baccalaureus, Lizenziat und Advokat in Toro. Er gilt als evangelischer Märtyrer.

## Leben

### Entstehung einer evangelischen Gemeinde
Um 1551 gründete der Italiener Carlos de Seso, der als ein Sohn des Bischofs von Piacenza (zu dieser Zeit war dies Catalano Trivulzio) angesehen wurde, eine evangelische Gemeinde in Valladolid, dem damaligen Sitz des spanischen Hofes. Er war im Vorjahr, wohl unter dem Einfluss der Werke des Juan de Valdés, zum evangelischen Glauben konvertiert und brachte die entsprechende Literatur nach Spanien mit. Carlos de Sesos reformatorische Arbeit begann in Logroño, danach setzte er sie in Toro fort.
1554 wurde Carlos de Seso dank des Einflusses seiner Frau Isabella de Castilla, die königlicher Abstammung war, Corregidor (Bürgermeister) in Toro. Dort gewann er Antonio Herrezuelo und dessen Frau Leonor de Cisnere, die Herrezuelo um 1553 geheiratet hatte, und einige weitere Personen teils vornehmer Abkunft für den evangelischen Glauben. In Pedrosa, einem Ort zwischen Valladolid und Toro, konnte Carlos de Seso den Pfarrer Pedro de Cazalla für die Reformation gewinnen. Die Gemeinschaft umfasste schließlich etwa 70 Gläubige.

### Entdeckung und Verhaftung der Gemeinde
Die reformatorische Bewegung im Raum Valladolid mit ihren geheimen Gottesdiensten blieb zwei oder drei Jahre unentdeckt. In Zamora äußerte sich allerdings Cristobal de Padilla, der Hausmeister der Marquesa von Alcañizes, unvorsichtig, so dass es nach der Verkündung des Glaubensedikts um Ostern 1558 zu zwei Anzeigen kam, die zur Verhaftung Cristobal de Padillas durch den Bischof von Zamora, Antonio del Aguila Vela y Paz (Amtszeit 1546–1560), und Padillas Inhaftierung im allgemeinen Gefängnis führten. Von dort aus informierte Padilla seine Glaubensgeschwister. Antonio Herrezuelo berichtete daraufhin Pedro Cazalla, dass man sich nicht auf Cristobal de Padillas Verschwiegenheit verlassen könne.
Am 4. Januar 1559 ermächtigte Papst Paul IV. auf spanischen Wunsch hin in einem Breve den Großinquisitor und den Consejo de la Suprema y General Inquisición, als Ketzer betrachtete Personen auch dann als solche zu verurteilen, wenn sie abschwören wollten, falls angenommen werden konnte, dass diese Abkehr nur geschah, um der Strafe zu entgehen.
Am Gründonnerstag, dem 23. März 1559, kam es schließlich zu einer Razzia während des evangelischen Gottesdienstes. Die meisten Mitglieder wurden festgenommen, darunter auch Antonio Herrezuelo und Leonor de Cisnere. Sie wurden in getrennten Zellen im geheimen Gefängnis der Inquisition in Valladolid inhaftiert. Wie üblich wurde sowohl Antonio Herrezuelo als auch Leonor de Cisnere gegenüber behauptet, dass der jeweils andere, ebenso wie Freunde, die verhaftet worden waren, ihre Fehler eingesehen und widerrufen hätten. Bei Verhören blieb Herrezuelo standfest, bekannte sich zu seinem evangelischen Glauben und sagte auch aus, dass er diesen in seiner Heimatstadt Toro verbreiten wollte. Er weigerte sich allerdings trotz Versprechungen, Bitten, Drohungen und Folter, die Namen anderer evangelischer Christen preiszugeben.

### Methoden der Inquisition
Mit großer Machtfülle ausgestattet, konzentrierte sich die Inquisition zunächst auf prominente Juden, da ein Schuldspruch zu einem Einzug des Vermögens führte. Diese Allianz aus Kirche und Staat erweiterte bald ihren Tätigkeitsbereich auf andere Personenkreise, wobei alte Rechnungen beglichen wurden. Hunderte, schließlich Tausende sahen ihre Freiheiten zerschlagen, ihr Land konfisziert und ihre Haushalte geplündert.
Inhaftierten gegenüber wurde routinemäßig behauptet, andere hätten widerrufen; sie wurden ermutigt, für mildernde Umstände ihre Freunde zu verraten. Einmal gefangen, überlebten nur Wenige. Am Tage des öffentlichen Autodafé wurden die Beschuldigten aus ihrem Kerker herausgeführt und sollten erst dann von ihrem wahren Schicksal erfahren, ebenso von dem ihrer Freunde und Familie. Gefangenen wurde es nie erlaubt, ihren Anklägern gegenüberzutreten, oder die Anschuldigungen gegen sie in schriftlicher Form einzusehen. Ihnen wurde schlicht mitgeteilt, sie seien nicht verhaftet worden, wenn sich nicht bereits genügend Beweise für eine Verurteilung im Besitz der Autoritäten befänden. Ihre einzige Wahl war es, zu widerrufen oder dem Tod gegenüberzutreten.
Ein Autodafé wurde sonntags abgehalten, üblicherweise auf dem zentralen öffentlichen Platz der Stadt, besucht von kirchlichen und staatlichen Würdenträgern. Ein Ablass von 40 Tagen wurde oftmals für die Zuschauer erteilt, um die Menge zu vergrößern. Die Gefangenen wurden mit dem Sanbenito bekleidet, einem gelben, ärmellosen Stück Wollstoff mit einer Öffnung für den Kopf, das vorne und hinten bis auf die Knie lose herabhing, vergleichbar einem Skapulier. Der Begriff Sanbenito leitet sich von dem Ausdruck saco bendito für ein geweihtes Bußkleid her. Auf dem Kopf mussten die Gefangenen eine sogenannte Tiare tragen, eine hohe, spitz zulaufende Mütze; ihre Hände waren vor dem Körper mit Stricken gefesselt. Sie mussten dabei brennende Fackeln aus grünem Wachs tragen.
Jene, die todeswürdiger Vergehen für schuldig befunden wurden, wurden in der vorhergehenden Nacht über ihre bevorstehenden Hinrichtungen informiert und erhielten eine letzte Chance, zu bereuen. Wenn sie diese nutzten, wurde ihnen die Gnade zuteil, vor dem Verbrennen erwürgt zu werden. Am nächsten Morgen mussten sie aus dem Kerker marschieren. Jene, die nicht bereuten, trugen auf Sanbenito und Tiare das Bild eines von Flammen und Teufeln umgebenen Menschen, und wurden dem Feuer lebendig überantwortet. Bei denjenigen, die zuvor erwürgt wurden, wiesen die Spitzen der auf dem Gewand dargestellten Flammen nach unten. Wer mit dem Leben davonkommen sollte, trug auf Sanbenito und Tiare nur ein rötliches Andreaskreuz, oder, im Falle geringerer Vergehen, nur einen Teil des Kreuzes. Die Fackeln wurden nur bei den zum Tode Verurteilten angezündet.

### Inquisitionsprozess
Am 21. Mai 1559, dem Sonntag Trinitatis, wurden auch die Angeklagten des Kreises um Antonio Herrezuelo öffentlich auf dem großen Marktplatz von Valladolid als Lutheraner vor ein Gericht der Inquisition gestellt. Dazu waren Tribünen im Halbkreis aufgebaut worden. Auf einer der Tribünen saß der Generalinquisitor und Erzbischof von Sevilla, Fernando Valdés (Amtszeit 1546–1566), mit dem gesamten Inquisitionskollegium, vier weitere Bischöfe und die Kollegien der Staatsbeamten. Die Zuschauer drängten sich auf dem Platz, den Straßen, sämtlichen Fenstern und sogar auf den Dächern. Die Verhandlung soll 200.000 Zuschauer gehabt haben, auch Minister und Vertreter der weltlichen Behörden, sowie viele weitere einflussreiche Persönlichkeiten waren anwesend. Jedes Haus an der Strecke, welche die Gefangenen entlanggehen sollten, war mit einer Bühne versehen. Zuschauer waren teilweise eigens aus einer Entfernung von 60 bis 70 km angereist und lagerten unter freiem Himmel. Nur einige vertrauenswürdige Personen durften reiten oder Waffen tragen; anderen war es bei Todesstrafe und Güterverlust verboten. Auf einer besonderen Bühne vor dem Palast befand sich die königliche Loge. Noch vor 6 Uhr morgens zogen dort feierlich die Regentin, Infantin Juana, Schwester des Königs Philipp II., ihr Neffe, der Fürst von Asturien (Kronprinz), der 13-jährige Infant Don Carlos, der Erzbischof von Santiago de Compostela, Gaspar Zúñiga Avellaneda (Amtszeit 1558–1569), der ganze Hofstaat und viele Adelige ein. Es war das erste Autodafé in Valladolid. Das Geschehen wurde auch in Kupferstichen und anderen Kunstwerken verewigt. (Siehe Abbildungen.)

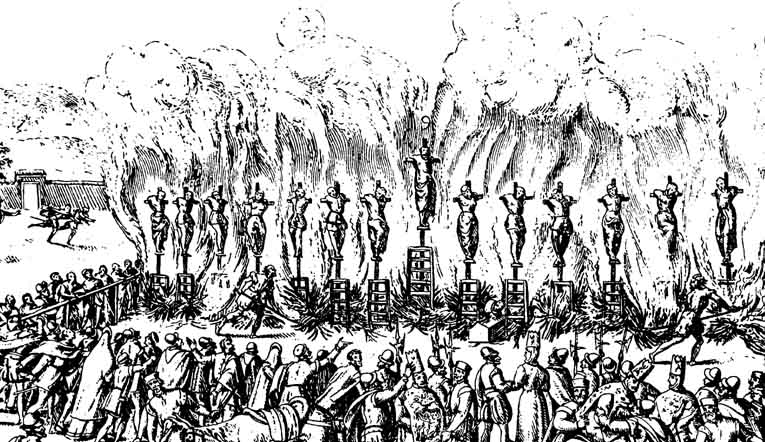
Verbrennung der Verurteilten am 21. Mai 1559 in Valladolid

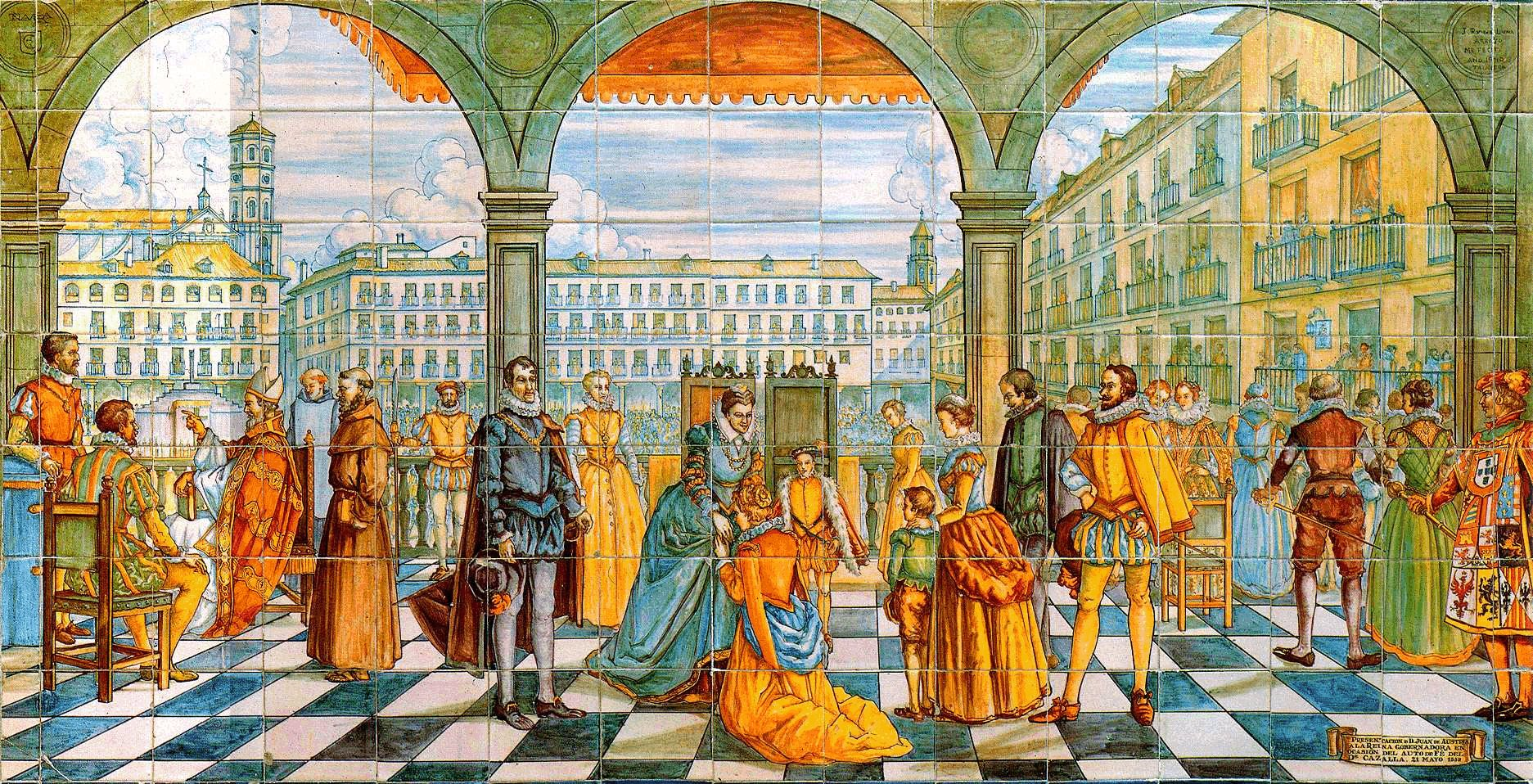
Vorstellung Juan de Austrias anlässlich des Autodafé

Als Nächstes bahnten vom Gebäude der Inquisition aus Bewaffnete eine Gasse durch die Menschenmenge, denen die Gefangenen folgten, von Dienern der Inquisition bewacht. Der Prozessionsweg war durch eingeschlagene Pfähle gekennzeichnet, so dass die Teilnehmer zu dritt nebeneinander gehen konnten. Die Gefangenen waren wie beschrieben in Sanbenitos gekleidet und trugen fast alle die Spuren massiver Folter. Voran wurden ein in schwarzes Tuch gehülltes Kreuz und die rote Fahne der Inquisition getragen, die mit den Namen des Papstes und des Königs versehen war; diese Gegenstände wurden schließlich auf einem eigenen Gerüst abgestellt. An der Spitze der Gefangenen standen fünf Geschwister, darunter zwei Geistliche und eine Ordensschwester. (Näheres siehe Kapitel Einige weitere Verurteilte.) Den höchsten Platz auf der Bühne erhielt einer dieser Fünf, Dr. Agustín de Cazalla, der die evangelische Gemeinde von Valladolid geführt hatte und einmal Prediger Karls V. gewesen war, danach kam sein Bruder Francisco de Vibero Cazalla. Daneben befand sich das Standbild einer Frau, das auf einer Holzkiste stand und wie die Gefangenen gekleidet war. Das Bild stellte Leonor de Vivero dar, die Mutter der fünf Geschwister, die im Kerker verstorben war. In der Kiste befanden sich ihre sterblichen Überreste. Die verstorbene Mutter sollte gemeinsam mit ihren Kindern verbrannt werden. Die Inquisitoren saßen unter einem Baldachin, gegenüber befand sich ein Altar, auf dem ein Kruzifix, Leuchter und die übrigen zum Messopfer benötigten Altargeräte standen. Daneben war eine Kanzel, von der aus Melchior Cano, ein bekannter, gelehrter Dominikaner und Bischof der Kanaren, die einstündige Predigt zum Autodafé hielt.
Danach ging der Inquisitor von Valladolid, Franz Baca, zur Tribüne des Infanten und der Infantin und forderte beide auf, einen Eid abzulegen, dass sie die Inquisition schützen würden und jeden, der sich gegen den römisch-katholischen Glauben äußern würde, denunzieren wollten. (Eine Übersetzung der Eidesformel findet sich in dem unter Quellen angegebenen Staats-Lexikon.) Grund für diese Vorgehensweise war das Regulativ, mit dem die spanische Inquisition durch das Königspaar Ferdinand und Isabella eingeführt wurde. Darin wurde dem Magistrat, der das Autodafé durchzuführen hatte, ein entsprechender Eid abverlangt. Allerdings war diese Formalität bereits bei der Einführung der Inquisition in Valladolid erfüllt worden, ferner war zweifelhaft, ob auch Mitglieder der Herrscherfamilie einen solchen Eid abzulegen hatten. Carlos und Juana kamen der Aufforderung nach und ließen sich den Eid auf das Kreuzbild im Messbuch vom Erzbischof von Sevilla abnehmen, dann wurden sie mit einem Segen belohnt. Die Zuschauer skandierten nach diesem Eid, die Inquisition zu schützen und zu fördern: „Bis zum Tode!“ Auch andere Anwesende mussten den Eid leisten. Bacas Vorgehensweise wurde vielfach als Affront gegen die Krone betrachtet. Don Carlos Einstellung der Inquisition gegenüber sollte lebenslang negativ bleiben, bis er kurz vor dem geplanten Hochverratsprozess gegen ihn 1568 starb.

### Urteile
Agustín de Cazalla, Francisco de Vibero Cazalla und Alonso Pérez wurde ihre geistliche Würde aberkannt. Dann wurden die Urteile der Inquisition und des weltlichen Gerichts verlesen. Alle wurden für ehrlos erklärt; ihr Vermögen wurde konfisziert. Antonio Herrezuelo war der einzige der Angeklagten, der nicht widerrufen hatte, und damit auch das einzige Todesopfer dieses Autodafé, das im strengen Sinne als evangelischer Märtyrer betrachtet werden kann. Alle anderen hatten Reue bekannt, um Gnade gebeten und vollständige Aussagen gegen ihre Freunde und Glaubensgeschwister gemacht. Nach den damals gültigen Gesetzen hätten mithin nur zwei oder drei der Angeklagten mit dem Tode bestraft werden dürfen, da nur diese aktiv an der Verbreitung der Reformation gearbeitet hatten.
Stattdessen wurde dem päpstlichen Breve vom 4. Januar 1559 (siehe oben) gefolgt, es sollte wohl ein Exempel statuiert werden: 50 der Mitglieder der evangelischen Gemeinde, darunter Leonor de Cisnere, kamen zwar mit schweren Bußstrafen davon und wurden wieder in die römisch-katholische Kirche aufgenommen, 16 von diesen, auch darunter Leonor de Cisnere, mussten ihrem evangelischen Glauben öffentlich abschwören, aber 13 der Angeklagten, darunter ein portugiesischer Jude, ansonsten evangelische Christen, wurden dem weltlichen Richter übergeben und wie beschrieben in der Form begnadigt, dass sie vor ihrer Verbrennung erwürgt wurden. So war Antonio Herrezuelo der einzige der Angeklagten, der lebendig verbrannt werden sollte. Sein Sanbenito war, wie oben beschrieben, auf der Vorderseite mit einer Darstellung der ihn angeblich erwartenden Höllenstrafe versehen, um ihn als unbußfertig zu kennzeichnen.

### Hinrichtungen
Zur Hinrichtungsstätte vor der Puerta del Campo mussten die zum Tode Verurteilten von vielen Bewaffneten begleitet umgekehrt mit dem Rücken nach vorne sitzend auf Eseln reiten. Auf diesem Weg kam Herrezuelo an seiner Frau vorbei und sah, dass ihr Sanbenito nicht wie seiner gekennzeichnet war. Er erkannte daran, dass seine Frau widerrufen hatte und geriet darüber in Wut. Er trat sie und sagte (nach der Übersetzung von Höck): „Ist das der Wert, den du auf die Lehre legst, worin ich dich sechs Jahre hindurch unterrichtet habe?“ Leonor de Cisnere antwortete nichts darauf.
Immer noch auf dem Weg zur Richtstätte sang Herrezuelo die Psalmen mit und zitierte aus der Bibel, woraufhin er mit einem stacheligen eisernen Gebiss geknebelt wurde, um nicht seinen evangelischen Glauben verkünden zu können. Der zur Verbrennung nach Erdrosseln verurteilte Dr. Agustín de Cazalla versuchte erfolglos, ihn zum Widerruf zu bewegen. Über Herrezuelos unnachgiebiges Verhalten in dieser Situation liegt ein Augenzeugenbericht des Abtes Dr. Gonzalo de Illescas vor. Herrezuelo wurde an einen der Pfähle gekettet, die sich jeweils in der Mitte von 14 in gleichem Abstand aufgeschichteten Scheiterhaufen befanden, die anderen zum Tode Verurteilten wurden nach dem Festketten erdrosselt. Ein Stein traf Herrezuelo an der Stirn, so dass Blut über sein Gesicht lief. Ein weiterer Bericht, auf den Llorente Bezug nimmt, erzählt, dass einer der Hartschiere, welche die Richtstätte bewachten, in Wut über Herrezuelos Unbeugsamkeit geriet und ihn mit der Lanze stach. Herrezuelo soll keine Regung gezeigt haben, auch nicht, als das Holz angezündet worden war, bis der Tod durch das Feuer eintrat. Illescas berichtete später, Herrezuelo sei regungslos wie ein Feuerstein gewesen, ohne Klage oder Bedauern zu äußern, allerdings soll er im Moment des Todes einen seltsam traurigen Gesichtsausdruck gehabt haben.

## Gedenktag
26. September im Evangelischen Namenkalender, zusammen mit seiner Frau Leonor de Cisnere, die am 26. September 1568 nach ihrer Rückkehr zum offenen evangelischen Bekenntnis als „Rückfällige“ ebenfalls verbrannt wurde und deshalb als evangelische Märtyrerin gilt.

## Einige weitere Verurteilte
Folgende Personen wurden ebenfalls am 21. Mai 1559 in Valladolid verurteilt:

### Tod durch Erwürgen
- Dr. Agustín de Cazalla (Priester, Kanonikus von Salamanca, Almosenier und Hofprediger des Kaisers Karl V.)
- Francisco de Vibero Cazalla (Bruder des Agustín de Cazalla, Priester, Pfarrer in Hormigos im Bistum Palencia)
- Beatrice de Vibero Cazalla (Schwester von Agustín und Francis de Cazalla, Ordensschwester)
- Eleonore de Vibero (Mutter der Geschwister Cazalla, bereits verstorben, beim Prozess vertreten durch ihr Standbild)
- Dr. Alonso Pérez (Priester in Palencia, promovierter Theologe)
- Cristobal de Ocampo (aus Sevilla, Johanniterritter, Almosenier Anton de Toledos, des Großpriors von Kastilien und Leon)
- Cristobal de Padilla (Ritter, Einwohner von Zamora, Hausmeister der Marquesa von Alcañizes)
- Juan Garcia (Goldarbeiter in Valladolid)
- Perez de Herrera (Lizenziat, Richter der Schleichhändler in Logroño, Bruder des königlichen Hoffouriers D. Vincent)
- Gonzalez Baez (ein Jude aus Portugal)
- Catherine de Ortega (Witwe des Kommandeurs García Jofre de Loaísa, Tochter des Fiskals des königlichen Rats von Kastilien, Einwohnerin von Valladolid)
- Catherine Roman de Pedrosa
- Isabella d´Estrada
- Jane Blazquiez (Bedienstete der Marquesa von Alcañizes)

### Lebenslange Gefängnisstrafen und Tragen des Sanbenito
- Pedro Sarmiento de Roxas (aus Valencia, Ritter des Santiagoordens, Kommandeur von Quintana, Sohn Johann de Roxas, des ersten Marques von Poza)
- Mencia de Figueroa (Frau des Pedro Sarmiento de Roxas, Hofdame der Königin)
- Juan de Vibero Cazalla (Bruder Agustín de Cazallas, in Valladolid geboren)
- Juana Silva de Ribera (Ehefrau Juan de Vibero Cazallas, in Valladolid geboren, Tochter Johann de Riberas, des Marques von Montemayor und dessen Sklavin Marie Florin)
- Constance de Vibero Cazalla (Schwester Agustín de Cazallas, Witwe des Notars Hernand Ortiz, Mutter von 13 Kindern)
- Juan de Ulloa Pereira (Ritter und Kommentur des Johanniterordens, Einwohner von Toro, Sohn und Bruder der Barone de la Mota, Obergeneral in Deutschland unter Karl V.)
- Leonor de Cisnere
- Franziska Zuñiga de Baeza (Tochter Alfons da Baezas und Marie Zuñigas)
- Marina da Saavedra (in Zamora geboren, Witwe Johann Cisneros de Sotos)
- Isabella Minguez (Bedienstete der Beatrice Vibero Cazalla)
- Daniel de la Quadra (aus Pedrosa)

### Mildere Bußstrafen
Dreijährige Gefängnisstrafe mit Sanbenito:
- Antonio Minguez (Bruder der Isabella Minguez, Einwohner von Pedrosa)

Einsperrung in ein Kloster:
- Anne Henriquez de Roxas (Tochter Alfons Henriquez d´Almansas und Elvire de Roxas, Enkelin der ersten Marquese von Poza, Ehefrau eines Barons von St. Euphemie, 24 Jahre alt)

Einjährige Einsperrung in ein Kloster und römisch-katholischer Religionsunterricht:
- Anthony Wasor (aus England, Bediensteter des Louis de Roxas)

Einsperrung in ihr Kloster, Entzug des Stimmrechts und Degradierung auf die niedrigste klösterliche Rangstufe:
- Maria de Roxas (Ordensschwester im Katharinenkloster zu Valladolid, 40 Jahre alt, Schwester der Elvire de Roxas, der Marquise von Alcanizes, Tochter des ersten Marques von Poza)

Verbot, den Marquistitel zu erben oder das Land zu verlassen, sowie Verbannung aus Madrid, Valladolid und Valencia:
- Louis de Roxas (Neffe Pedro Sarmiento de Roxas, ältester Sohn des Sanchez de Roxas Sarmiento und der Franziske Henriquez d´Almansa, Enkel und Majoratserbe des Marquis von Poza)

## Rezeption
M. V. von Féréal schilderte den Prozess gegen Antonio Herrezuelo in dem historischen Roman Die Geheimnisse der Inquisition und anderer geheimen Gesellschaften Spaniens. 1852 erschien eine Übersetzung von Dr. L. Meyer im Literaturblatt Die Fackel (Band 6–7) von Samuel Gottlieb Ludvigh, die als kostenloses E-Book unter erhältlich ist. Ein Nachdruck erschien im April 2000 im Reprint-Verlag Leipzig mit ISBN 3-8262-0602-9 und ISBN 978-3-8262-0602-3, eine Leseprobe findet sich unter.
Simon Vestdijk verarbeitete das Schicksal von Antonio Herrezuelo und Leonor de Cisnere in seinem Roman über El Greco, siehe.